# محمد رفاعی
محمد رفاعی (انگلیسی: Mohamed Rifai؛ زادهٔ ۱۹۴۱) بازیکن فوتبال است.
وی همچنین در تیم ملی فوتبال مصر بازی کرده‌است.